# Luna Sea Memorial Cover Album
LUNA SEA MEMORIAL COVER ALBUM -Re:birth- è una compilation contenente cover della rock band giapponese Luna Sea eseguite da vari artisti.

## Tracce
1. Dejavu / MUCC
2. Sweetest Coma Again / abingdon boys school
3. STORM / Nami Tamaki
4. PRECIOUS... / Merry
5. ROSIER - 4:44 / High and Mighty Color
6. I for You / Ziggy
7. IN MY DREAM (WITH SHIVER) / LM.C
8. END OF SORROW / YU-KI & DJ KOO dei TRF
9. LOVE SONG / Kannivalism
10. SHINE / Marty Friedman VS LEGEND feat. SHINICHIRO SUZUKI
11. WISH / SID
12. MOON / Masami Tsuchiya